# Сюсвиль
Сюсвиль (фр. Susville) — коммуна во Франции, находится в регионе Рона — Альпы. Департамент коммуны — Изер. Входит в состав кантона Матезин-Триев. Округ коммуны — Гренобль.
Код INSEE коммуны — 38499. Население коммуны на 1999 год составляло 1 472 человека. Населённый пункт находится на высоте от 874  до 1 600  метров над уровнем моря. Муниципалитет расположен на расстоянии около 510 км юго-восточнее Парижа, 120 км юго-восточнее Лиона, 31 км южнее Гренобля. Мэр коммуны — Philippe Brun, мандат действует на протяжении 2001—? гг.
Динамика населения (INSEE):